# Cladoxycanus minos
Cladoxycanus minos är en fjärilsart som beskrevs av Hudson 1905. Cladoxycanus minos ingår i släktet Cladoxycanus och familjen rotfjärilar. Inga underarter finns listade i Catalogue of Life.